# Frank Tudor

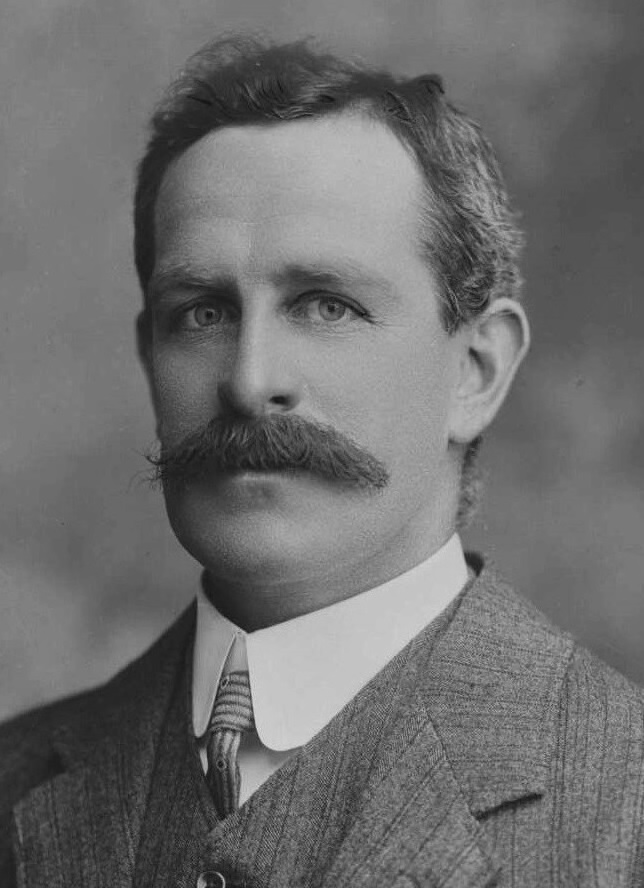
Frank Tudor

Francis Gwynne "Frank" Tudor (* 29. Januar 1866 in Williamstown, Victoria; † 10. Januar 1922 in Richmond), war ein australischer Politiker und in den Jahren 1916 bis 1921 Vorsitzender der Australian Labor Party.

## Frühes Leben
Tudor wurde am 29. Januar 1866 in Williamstown, Victoria als Sohn von John Llewellyn Tudor, einem Arbeiter, und Ellen Charlotte, ursprünglich Burt, die beide aus Wales stammten, geboren. Bald darauf zog die Familie nach Richmond, wo Tudor sein gesamtes Leben verbrachte.
Nachdem er Richmond Central State School verlassen und in einem Sägewerk, so wie einer Schuhfabrik für kurze Zeit gearbeitet hatte, zog es Tudor in die Filzhutindustrie. In ganz Victoria arbeitete er nach seiner Ausbildung an dem Verkauf seiner Hüte. Anschließend zog es Tudor nach England, wo er in London, Birmingham, Liverpool und Manchester arbeitete und Alice Smale 1894 heiratete. Noch im selben Jahr verstarb seine Frau, so dass er nach London ging, um Vizepräsident der Felt Hatters' Union zu werden. Fanny Jane Mead wurde 1897 seine zweite Frau.
Wie viele andere Labor-Politiker engagierte auch Tudor sich zunächst in Gewerkschaften und überredete die britischen Unternehmen Zeichen zu verwenden zur Erkennung, dass ihre Arbeiter in Gewerkschaften zusammengeschlossen waren. Nach seiner Rückkehr nach Australien bezog er einen Sitz im „Victorian Trades Hall Council“, deren Präsident er 1900 wurde.

## Politische Karriere
Als Prominenter in Richmond konnte er mit einer großen Mehrheit für den Wahlbezirk Yarra einen Sitz bei den ersten Bundeswahlen im Jahr 1901 für die Labor Party gewinnen. Als Diakon verärgerte er einige Protestanten mit seiner Forderung nach der Home Rule für Irland.
So machte er sich einen Namen und wurde als Whip, also „Einpeitscher“ seiner Partei gewählt. Bis zum Jahr 1904 stieg er zum Sekretär auf, bevor er in drei Regierungsperioden in Folge unter Premierminister Andrew Fisher Handels- und Verbraucherminister wurde (1908–1909, 1910–1913 und 1914–1915). Auch nachdem Andrew Fisher durch Billy Hughes als Premier abgelöst wurde, blieb er bei seinem Posten als Handels- und Verbraucherminister. Aufgrund seines Widerstands gegen die Einführung der Wehrpflicht in Australien während des Ersten Weltkriegs trat er schließlich aus der Regierung um Hughes 1916 aus. Doch auch Hughes selbst verließ die eigene Regierung, um die Nationalist Party of Australia Ende desselben Jahres zu gründen.

## Oppositionsführer
Im November 1917 wurde Tudor zum Vorsitzenden der Australian Labor Party und somit gleichzeitig zum Oppositionsführer gewählt. Zwar verlor man die Bundeswahlen 1917, doch gelang es die allgemeine Wehrpflicht abzuwenden.
Im Jahr 1919 wurde T. J. Ryan, später Premierminister vom Staat Queensland als Tudors Stellvertreter ernannt. Man warf Tudor Inkompetenz vor und plante Ryan als seinen Nachfolger aufzubauen, doch starb dieser plötzlich 1921. Tudor wurde allgemein nicht als starker Führer und auch nicht als großer Konkurrent für den amtierenden Premierminister Hughes gesehen, was sich bei der Wahlniederlage 1921 bestätigte. Obwohl sich seine Gesundheit ab 1921 schnell verschlechterte, blieb Tudor auf Wunsch seiner Partei im Amt. So war er bei seinem Tod am 10. Januar 1922 der erste Vorsitzende der Labor Party, der während seiner Amtszeit verstarb.